# Pseudomugil novaeguineae
Pseudomugil novaeguineae är en fiskart som beskrevs av Weber, 1907. Pseudomugil novaeguineae ingår i släktet Pseudomugil och familjen Pseudomugilidae. Inga underarter finns listade i Catalogue of Life.